# La Parra, Veracruz
La Parra är en ort i Mexiko.   Den ligger i kommunen Chiconquiaco och delstaten Veracruz, i den sydöstra delen av landet, 240 km öster om huvudstaden Mexico City. La Parra ligger 1 824 meter över havet och antalet invånare är 331.
Terrängen runt La Parra är kuperad åt sydväst, men åt nordost är den bergig. Runt La Parra är det ganska tätbefolkat, med 93 invånare per kvadratkilometer. Närmaste större samhälle är Misantla, 18,1 km norr om La Parra. I omgivningarna runt La Parra växer i huvudsak städsegrön lövskog.